# Ꝗ
Das Ꝗ (kleingeschrieben ꝗ) ist ein Buchstabe des lateinischen Schriftsystems. Er besteht aus einem Q, durch dessen Stamm ein Strich gezogen wurde.
In mittelalterlichen Texten ist ꝗ häufig anzutreffen und wurde verwendet, um häufige lateinische Wörter wie qui abzukürzen. 
Das Ꝗ wurde im lateinisch basierten abchasischen Alphabet von 1928 bis 1937 verwendet und stellte die stimmhafte postalveolare Affrikate /d͡ʒ/ dar. Im heutigen kyrillischen abchasischen Alphabet wird dieser Laut durch den Digraph џь dargestellt.

## Darstellung auf dem Computer
Unicode enthält das Ꝗ an den Codepunkten U+A756 (Großbuchstabe) und U+A757 (Kleinbuchstabe).